# Canterbury (província)
A Província de Canterbury foi uma  Província da Nova Zelândia de 1853 até a abolição do governo provincial em 1876. A costa leste da província era limitada a norte pelo rio Hurunui e a sul pelo rio Waitaki. A fronteira oeste da província permaneceu largamente indefinida até a costa oeste constituir ela propria uma província.
A capital da Província de Canterbury era Christchurch, onde se encontrava o Conselho Provincial. Em 1853, realizaram-se as eleições para o superintendente e, posteriormente, para o conselho de 12 membros. Estas eleições antecederam qualquer eleição para a assembléia nacional. O direito a voto foi estendido aos homens com mais de 21 anos que possuíam uma propriedade na província. Inicialemente, o conselho foi sedeado em instalações temporárias, mas mais tarde, em 1859, os Imóveis do Conselho Provincial de Canterbury foram concluídos para poderem abrigar o Conselho. 

## Geografia

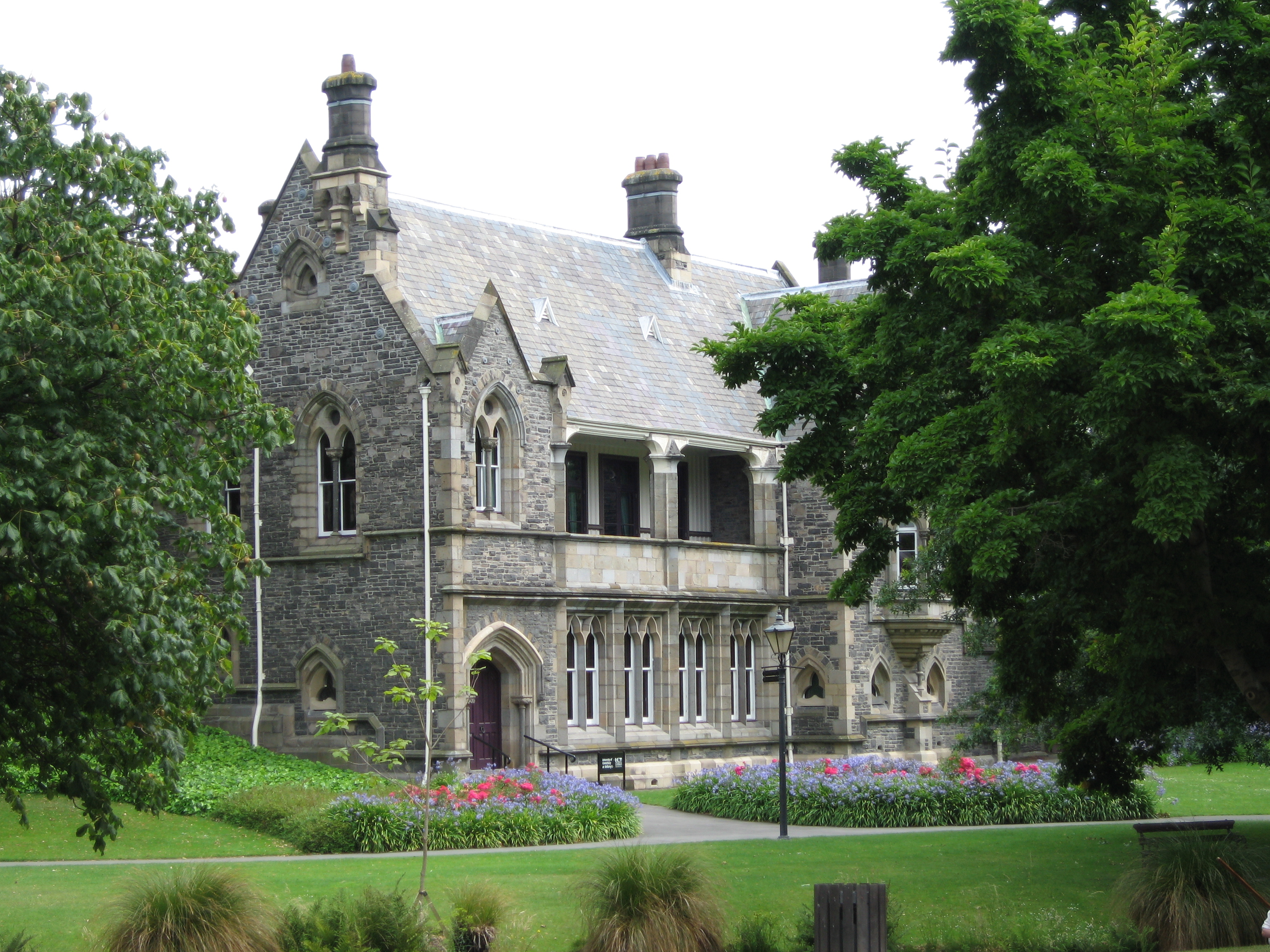
O prédio do Conselho Provincial de Canterbury, realizado por Benjamin Mountfort.

Em 1868, a Costa Oeste foi separada da Província com a formação do Condado de Westland, sendo a linha de fronteira definida pelos Alpes do Sul. Em 1873, o Condado formou, com curta duração, sua própria província de Westland. 
A sul o percurso do Rio Waitaki não era conhecido e conflitos surgiram com a província de Otago sobre locações pastorais nas partes mais altas do interior do país. 
Na década de 1860, o sul da província de Canterbury fez duas propostas para tornar-se numa província separada, mas esta foi rejeitada pelo governo nacional. Em vez disso, em 1867, o Parlamento da Nova Zelândia criou a "Timaru and Gladstone Board of Works", que recebeu uma parte das receitas da província de Canterbury e foi autorizada a manter e construir o porto Timaru, estradas locais e pontes. 

## Vias Ferroviárias
A Província de Canterbury foi a primeira a abrir vias ferroviárias públicas na Nova Zelândia, em  Ferrymead em 1863. Edward Dobson foi o Engenheiro encaregado pela realização das obras. 
Os "Canterbury Provincial Railways" acabaram por ser absorvidos pelo "New Zealand Railways Department" em 1876. 

## Superintendentes
- 20 de julho de 1853 - outubro 1857 James Edward Fitzgerald b. (1818 - d. 1896)
- 24 de outubro de 1857 - fevereiro 1863 William Sefton Moorhouse (1a vez) (b. 1825 - d. 1881)
- Março 1863 - maio 1866 Samuel Bealey b. (1821 - d. 1909)
- 30 de maio de 1866 - maio 1868 William Sefton Moorhouse (2nda vez) (sa)
- 22 de maio de 1868 - 1 Jan 1877 William Rolleston b. (1831 - d. 1903)

## Feriado
Na Nova Zelândia, a lei prevê um dia de Feriado para cada província.